# Buky u Vysokého Chvojna
Přírodní rezervace Buky u Vysokého Chvojna se nalézá asi tři kilometry severně od obce Vysoké Chvojno. Vlastníkem pozemků byl porost chráněn již od roku 1884. Nově byla přírodní rezervace zřízena Nařízením Pardubického kraje ze dne 22. srpna 2013. Důvodem ochrany jsou květnaté a acidofilní bučiny a evropsky významný páchník hnědý (Osmoderma eremita).

## Historie a základní údaje
Po roce 1875 zakoupil lesy v okolí Vysokého Chvojna Ital Alexander markrabě Pallavicini. Ten roku 1884 rozhodl ponechat část lesa o velikosti přibližně 5 hektarů přirozenému vývoji.
Roku 1929 zasáhla lokalitu větrná smršť, jíž vzaly za své především nejsilnější stromy.
Po roce 1931, byla Alexandru markraběti Pallavicini v rámci pozemkové reformy, navzdory soudnímu řízení, zestátněna část majetku. Prostor s bezzásahovou zónou byl dál chráněn a to nově vzniklým Lesním družstvem Vysoké Chvojno. Na základě jeho podnětu byl v roce 1935 prostor Ministerstvem kultury prohlášen přírodní rezervací.
Stejné družstvo v roce 1996, po svém znovuzrození, zpracovalo projekt na zlepšení situace v rezervaci stará se o ni dosud.